# Behind a Mask
«Behind a Mask» — первый англоязычный студийный альбом группы «Louna», который вышел 30 апреля 2013 года на лейбле «Red Decade Records». Диск представляет собой компиляцию лучших композиций с альбомов «Сделай громче!» и «Время X».

## История создания
Самой сложной задачей был перевод русских текстов на английский язык. Этой работой занялся продюсер альбома Трэвис Лик под нашим руководством. В итоге удалось передать не только смысл всех песен, но и сохранить многие метафоры и сравнения, отличающие тексты Louna.— Музыканты группы «Louna» о релизе
Композиция «Mama» прозвучала на чикагской радиостанции «95FM WIIL» в программе «Marija Will Rock’s Show», а также попала в ротацию в американский iTunes-чарт вместе с песней «Business». На композицию «Up There» был отснят видеоклип.

## Список композиций
Все тексты написаны Виталием Демиденко, вся музыка — группой Louna.
| №   | Название           | Длительность |
| --- | ------------------ | ------------ |
| 1.  | «System Destroys»  | 3:59         |
| 2.  | «Fight Club»       | 4:31         |
| 3.  | «Business»         | 3:57         |
| 4.  | «My Rock-n-Roll»   | 3:59         |
| 5.  | «Let's Get Louder» | 3:49         |
| 6.  | «Up There»         | 4:26         |
| 7.  | «The End of Peace» | 4:16         |
| 8.  | «Storming Heaven»  | 3:59         |
| 9.  | «Mama»             | 4:00         |
| 10. | «Inside»           | 4:45         |

- Бонус-трек, доступный только на iTunes

| №   | Название                                | Длительность |
| --- | --------------------------------------- | ------------ |
| 11. | «Storming Heaven» (Michael Carey remix) | 4:05         |

## Клипы
1. «Mama» (2012)
2. «Business» (2013)
3. «Up There» (2013)

## Участники записи
| Louna - Лусинэ «Лу» Геворкян — вокал, клавишные. - Виталий «Вит» Демиденко — бас-гитара. - Рубен «Ру» Казарьян — гитара. - Сергей «Серж» Понкратьев — гитара. - Леонид «Пилот» Кинзбурский — ударные. | В создании альбома также принимали участие - Трэвис Лик — эквиритмический перевод на английский язык. - Владимир Злыднев — иллюстрации, оформление. - Илья Бентон (Ilya Benton) — фотограф. - Сергей Науменко — звукоинженер басовых и барабаных партий. - Сергей Мозжеров — звукоинженер вокальный партий. - Тед Дженсен — мастеринг. - Дэн Корнефф — микширование. |